# Házi János
Házi János, váradi vagy Váradi Házi János (Kecskemét, 16. század második fele – meghalt 1630 után), erdélyi diplomata, török tolmács.

## Élete és tevékenysége
Az Erdélyi Fejedelemség első ismert török deákja. Tevékenységéről az első adat Bethlen Gábor uralkodása idejéből, 1614-ből származik. Tolmácsi tevékenységéről meglehetősen kevés adat maradt fenn: úgy tűnik, Bethlen Gábor időszakában inkább Gyulafehérváron szolgálta a fejedelmeket; Isztambulba csak kivételes alkalmakkor, a fejedelemség adóját beszállító ún. főkövet kíséretében utazott. Az 1620-as években többször látott el önálló diplomáciai feladatokat: 1624-ben, majd 1627-ben a budai pasához ment követségbe, 1629-30 során pedig az erdélyi fejedelem isztambuli ügyvivője, az ún. kapitiha feladatát látta el. 1630-ban hazatért Isztambulból, ezután eltűnik a forrásokból.

## Birtoka
Egyetlen tulajdonáról tudunk, egy felsővisti birtokrészről, amelyet 1614-ben adott el.

## Műve
- Machumet propheta vallasan levö egy fö irastúdo doctornac irásából törökböl magyarrá forditatot könyw, mellyet Envarvl asikinnac hinac. Kassa: Schultz, 1626.

Egy 15. századi oszmán teológus, Jazidzsioglu Ahmed Bídzsán Ânvâr al-’asikîn (Isten szerelmeseinek fényei) című művéből származó kivonatok fordítása. (Régi Magyar Nyomtatványok II. 1360.)